# The Source (film 1918)
The Source è un film muto del 1918 diretto da George Melford.
Il soggetto è l'adattamento cinematografico del romanzo The Source (New York, 1918) di Clarence Budington Kelland che, in precedenza, era uscito a puntate sul The Saturday Evening Post, iniziando le sue pubblicazioni il 4 agosto 1917.
Gustav von Seyffertitz, un noto attore di origine bavarese, durante la guerra, lavorando negli Stati Uniti, adottò il nome inglese di G. Butler Clonblough.

## Trama
Van Twiller Yard è un giovanotto della buona società bostoniana che è caduto nel vizio del bere. A causa degli eccessi in seguito a una baldoria più sfrenata del solito, viene mandato a lavorare tra i boscaioli delle Green Mountains. Il duro lavoro lo rimette in riga, aiutato anche dall'amore che comincia a sentire per Svea Nord, la figlia del sovrintendente. Il "nuovo" Van Twiller si guadagna il rispetto dei compagni di lavoro. Non solo: Beaumont, il proprietario del cantiere, lo nomina responsabile dell'intero campo dopo averlo visto combattere contro il caposquadra Langlois che incitava gli uomini alla ribellione.
Langlois, al soldo di spie tedesche che controllano la Swedish Power Company, corrompe Nord, il padre di Svea, per impedire l'apertura di una diga che consentirebbe il transito dei tronchi di Beaumont alla segheria. Van Twiller, alla testa dei boscaioli, ingaggia una dura battaglia riuscendo alla fine ad aprire le paratie della diga, con i tronchi che possono finalmente defluire e iniziare il loro viaggio lungo il fiume. Van Twiller viene premiato ottenendo il posto di direttore generale della società insieme all'amore di Svea.

## Produzione
Il film fu prodotto dalla Jesse L. Lasky Feature Play Company.

## Distribuzione
Distribuito dalla Famous Players-Lasky Corporation e dalla Paramount Pictures, il film venne presentato da Jesse L. Lasky: uscì nelle sale cinematografiche statunitensi l'8 settembre 1918.